# Michel Lejeune (homme politique)
Pour les articles homonymes, voir Michel Lejeune et Lejeune.
Michel Lejeune est un homme politique français né le 21 août 1946 à Auvers-le-Hamon (Sarthe) et mort le 29 avril 2021 à Rouen (Seine-Maritime).

## Biographie
Michel Lejeune est élu député le 16 juin 2002, pour la XIIe législature (2002-2007), dans la douzième circonscription de la Seine-Maritime. Il fait partie du groupe UMP. Réélu en juin 2007 face à Marie Le Vern, il est battu par Sandrine Hurel en juin 2012.
Michel Lejeune décède le 29 avril 2021 à Rouen (Seine-Maritime),,.

## Mandats
- 14 mars 1983 - 29 avril 2021 : membre du conseil municipal de l'ancienne commune de  Forges-les-Eaux puis de la commune nouvelle de Forges-les-Eaux (Seine-Maritime)
- 20 mars 1989 - 18 juin 1995 : adjoint au maire de Forges-les-Eaux (Seine-Maritime)
- 28 mars 1994 - 29 mars 2015 : membre du conseil général de la Seine-Maritime (cantons de Forges-les-Eaux puis de Gournay-en-Bray )
- 25 juin 1995 - 29 avril 2021 : maire de l'ancienne commune de  Forges-les-Eaux puis de la commune nouvelle de Forges-les-Eaux (Seine-Maritime)
- 2 avril 2015 - 29 avril 2021 : membre du conseil départemental de la Seine-Maritime
- 27 décembre 2001 - 31 décembre 2016 : président de la communauté de communes du Canton de Forges-les-Eaux
- 19 juin 2002 - 19 juin 2012 : Député de la Seine-Maritime (12e circ)